# San Leandro
Pour les articles homonymes, voir San Leandro (homonymie).
San Leandro est une municipalité du comté d'Alameda, en Californie, aux États-Unis, située sur la rive est de la baie de San Francisco, au sud d'Oakland. Lors du recensement de 2010, elle comptait 84 950 habitants.
Le siège de la marque The North Face est à San Leandro.

## Démographie
| 1870 | 1880  | 1900  | 1910  | 1920  | 1930   |
| ---- | ----- | ----- | ----- | ----- | ------ |
| 426  | 1 369 | 2 253 | 3 471 | 5 703 | 11 455 |

| 1940   | 1950   | 1960   | 1970   | 1980   | 1990   |
| ------ | ------ | ------ | ------ | ------ | ------ |
| 14 601 | 27 542 | 65 962 | 68 698 | 63 952 | 68 223 |

| 2000   | 2010   | - | - | - | - |
| ------ | ------ | - | - | - | - |
| 79 452 | 84 950 | - | - | - | - |

## Jumelages
Ribeirão Preto (Brésil) depuis 1962
 Ponta Delgada (Açores) depuis 1970
 Naga (Philippines) depuis 1989

### Pactes d'amitiés
Yangchun (Chine) depuis 2007

## Personnalités liées à la ville
- Russ Meyer est né à San Leandro le 21 mars 1922 ;
- Stuart Alexander (en) (1961-2005), homme d'affaires irascible et véreux (coupable de nombreuses fraudes en tous genres) né à San Leandro, patron d'une fabrique de linguiça (saucisse portugaise) installée dans sa ville natale, la Santos Linguisa Sausage Factory, défraya la chronique lorsqu'il abattit froidement en 2000 trois agents fédéraux du département de l'Agriculture (USDA) chargés de l'inspection sanitaire. Il fut alors présenté par les médias locaux de l'époque comme un entrepreneur harcelé par l'État. Condamné à mort par injection létale en octobre 2004, il mourut néanmoins quatre mois plus tard à la prison d'État de San Quentin d'une embolie pulmonaire.

## Source
- (en) Cet article est partiellement ou en totalité issu de l’article de Wikipédia en anglais intitulé « San Leandro, California » (voir la liste des auteurs).

1. ↑  « Statistiques des États-Unis - Californie - Profils des communautés de 2010 » (consulté en novembre 2020)